# Cibiru Hilir
Cibiru Hilir is een bestuurslaag in het regentschap Bandung van de provincie West-Java, Indonesië. Cibiru Hilir telt 13.724 inwoners (volkstelling 2010).